# Martínez y Martínez
Martínez y Martínez är en ort i Mexiko.   Den ligger i kommunen Atzalan och delstaten Veracruz, i den sydöstra delen av landet, 230 km öster om huvudstaden Mexico City. Martínez y Martínez ligger 202 meter över havet och antalet invånare är 111.
Terrängen runt Martínez y Martínez är kuperad. Runt Martínez y Martínez är det ganska tätbefolkat, med 129 invånare per kvadratkilometer. Närmaste större samhälle är Martínez de la Torre, 17,9 km nordväst om Martínez y Martínez. Omgivningarna runt Martínez y Martínez är en mosaik av jordbruksmark och naturlig växtlighet.